# Yvonne Reynders
 (octobre 2024).
Si vous disposez d'ouvrages ou d'articles de référence ou si vous connaissez des sites web de qualité traitant du thème abordé ici, merci de compléter l'article en donnant les références utiles à sa vérifiabilité et en les liant à la section « Notes et références ».
Pour les articles homonymes, voir Reynders.
Yvonne Reynders est une cycliste belge, née le 4 août 1937 à Schaerbeek. 
Avec l'Anglaise Beryl Burton, elle est l'une des cyclistes féminines les plus récompensées des années 1960.

## Biographie

### Enfance et formation
Yvonne Reynders est née à Schaerbeek, en Belgique en 1937. 

### Carrière
La cycliste gagne douze médailles internationales lors de championnats du monde féminins :quatre médailles d'or (1959, 1961, 1963 et 1966) et deux d'argent en course en ligne ; trois médailles d'or (1961, 1964, et 1965) et trois d'argent en poursuite. 
En décembre 2000, le site Dernière Heure classe Reynders septième des sportives belges du XXe siècle.
En 2005, elle est retenue pour l'élection télévisée De Grootste Belg (« Les plus grands belges »). Elle termine 553e[réf. nécessaire].
En juillet 2019, une semaine avant le coup d'envoi du 106ème Tour de France à Bruxelles, une fresque en hommage au cyclisme belge est inaugurée sur la façade de l'Institut des Arts et Métiers de Bruxelles. Cette œuvre de street-art réalisée par l'artiste Amandine Levy, représente Eddy Merckx et Yvonnes Reynders[réf. nécessaire].   
À l'âge de 85 ans, Yvonne Reynders donne le coup d'envoi du Grand Prix Yvonne Reynders, le lundi 15 août 2022 à Noorderwijk. C'est une course cycliste pour femmes.  Dès sa première année, l'UCI l'intègre dans son calendrier international. Les zones de départ et d'arrivée sont décorées dans des tons roses. La compétition est annulée après quarante kilomètres de course à cause d'un violent orage, sa première vainqueure datant donc de 2023.

## Palmarès

### Palmarès sur route
- 1959
  -  Championne du monde sur route
- 1960
  - 2e du championnat de Belgique sur route
  - 7e du championnat du monde sur route
- 1961
  -  Championne du monde sur route
  - 2e du championnat de Belgique sur route
- 1962
  -  Championne de Belgique sur route
  -  2e du championnat du monde sur route
- 1963
  -  Championne du monde sur route
  -  Championne de Belgique sur route
- 1965
  -  2e du championnat du monde sur route
- 1966
  -  Championne du monde sur route
- 1976
  -  Championne de Belgique sur route
  -  3e du championnat du monde sur route
- 1977
  - 3e du championnat de Belgique sur route

### Palmarès sur piste
- 1959
  -  Championne de Belgique de poursuite
  - 2e du championnat de Belgique de vitesse
- 1960
  - 2e du championnat de Belgique de poursuite
  - 3e du championnat de Belgique de vitesse
- 1961
  -  Championne du monde de poursuite
  -  Championne de Belgique de poursuite
  - 2e du championnat de Belgique de vitesse
- 1962
  -  2e du championnat du monde de poursuite
  - 2e du championnat de Belgique de poursuite
- 1963
  -  Championne de Belgique de poursuite
  -  2e du championnat du monde de poursuite
- 1964
  -  Championne du monde de poursuite
  -  Championne de Belgique de poursuite
  - 2e du championnat de Belgique de poursuite
- 1965
  -  Championne du monde de poursuite
  -  Championne de Belgique de poursuite
- 1966
  -  Championne de Belgique de poursuite
  -  Championne de Belgique de vitesse
  -  2e du championnat du monde de poursuite
- 1967
  -  Championne de Belgique de poursuite
  - 2e du championnat de Belgique de vitesse
- 1976
  - 3e du championnat de Belgique de poursuite
- 1977
  - 2e du championnat de Belgique de poursuite

## Distinction
- Médaille d'or du Mérite sportif en 1965.